# Monitor electrónico centralizado de la aeronave

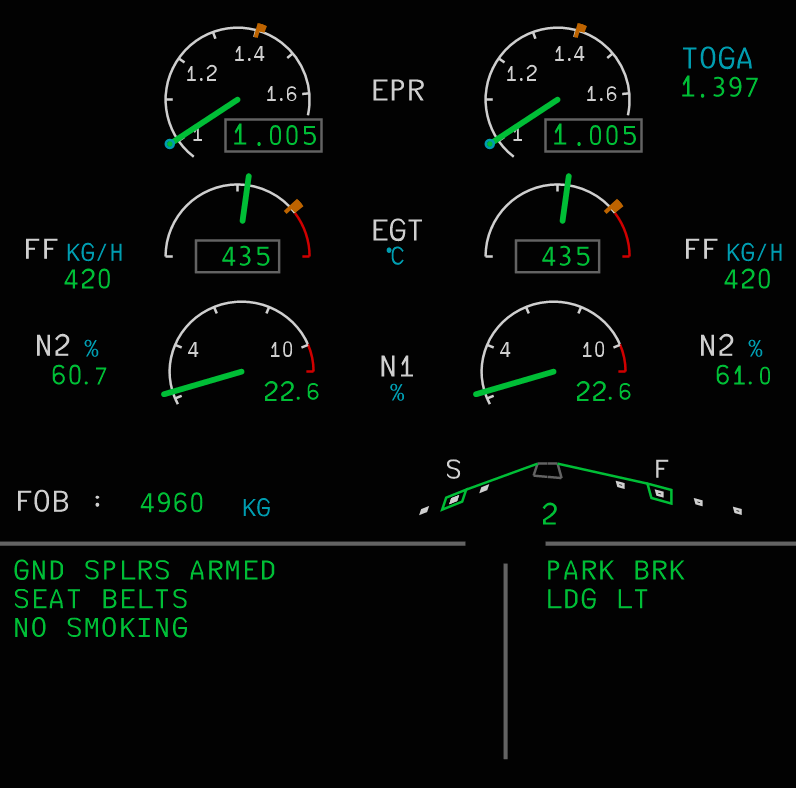
ECAM superior del Airbus A320

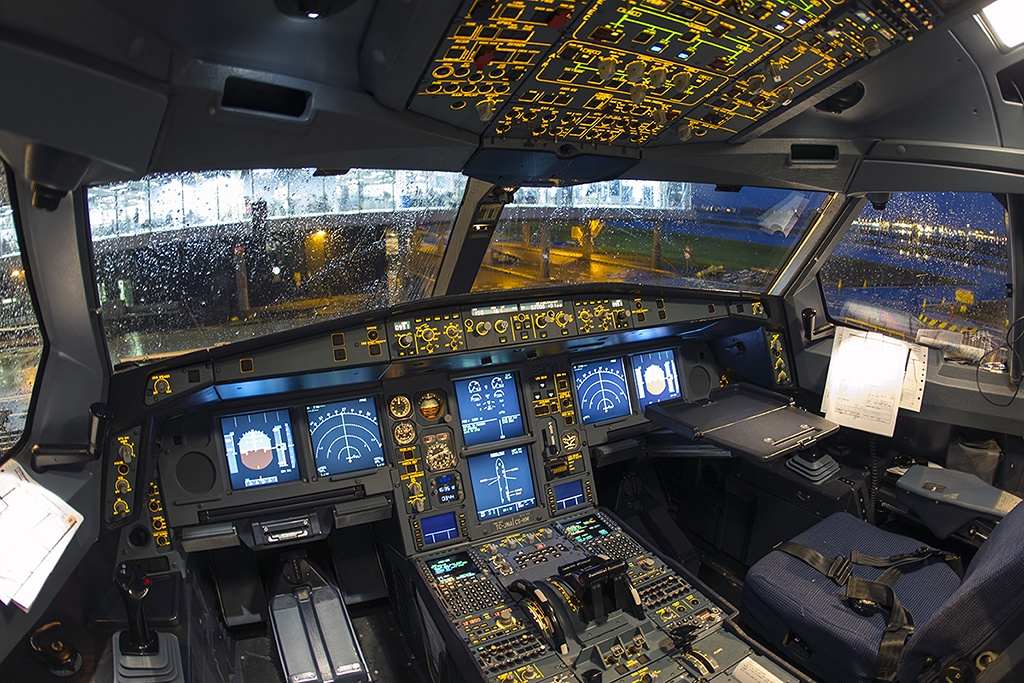
ECAM de un Airbus A330 al centro

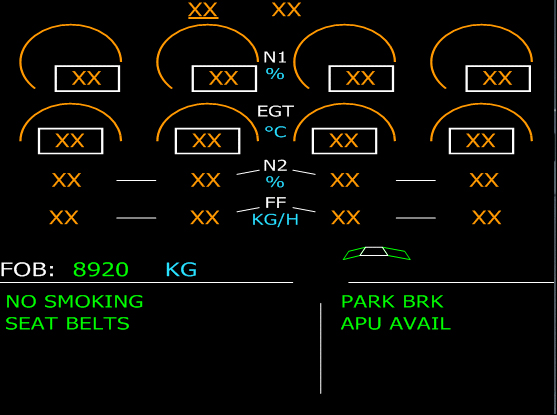
ECAM superior del Airbus A340

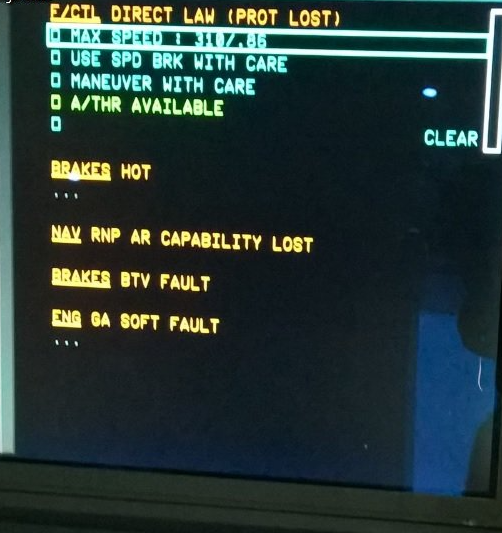
Warning Display del Airbus A350

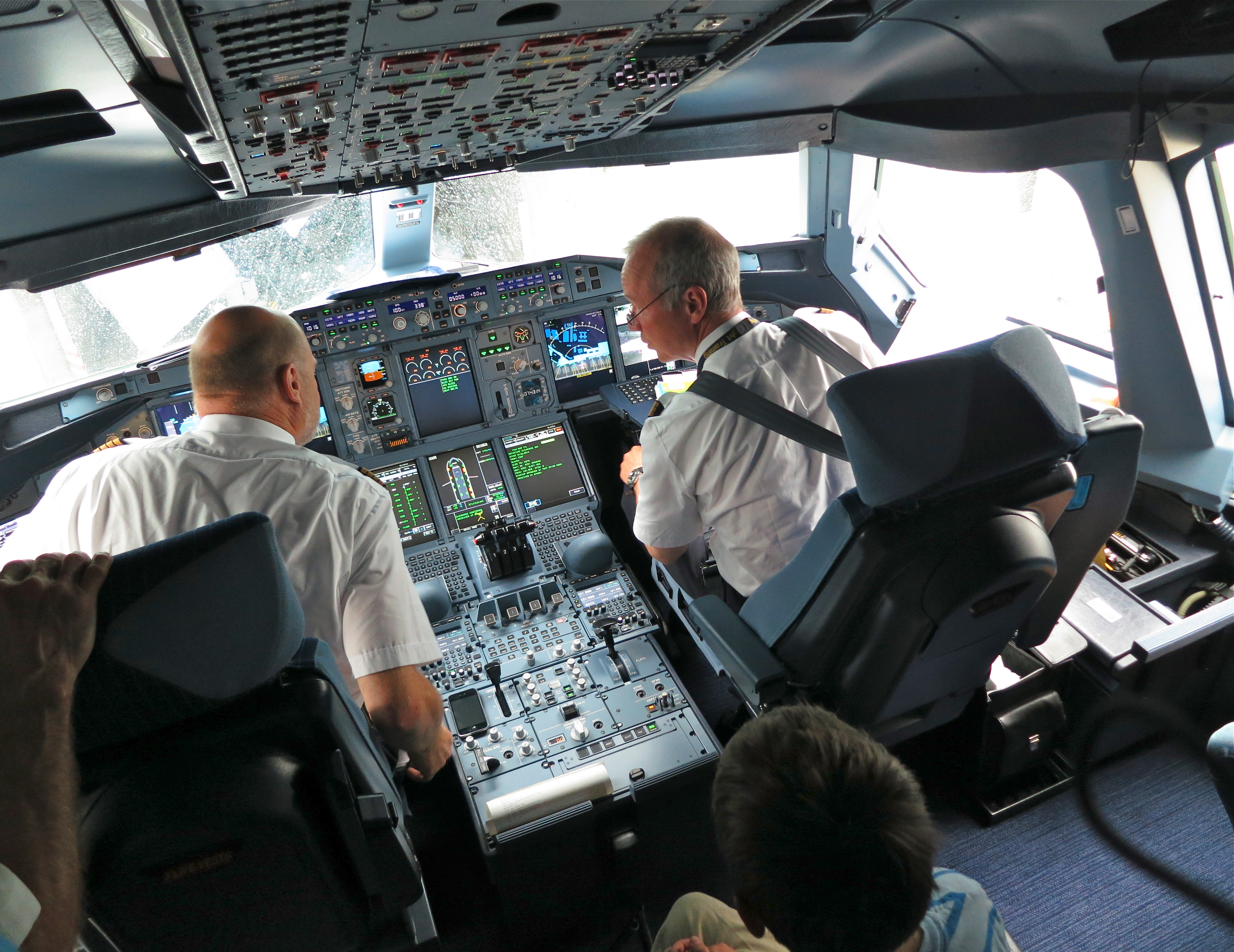
ECAM de un Airbus A380 al centro

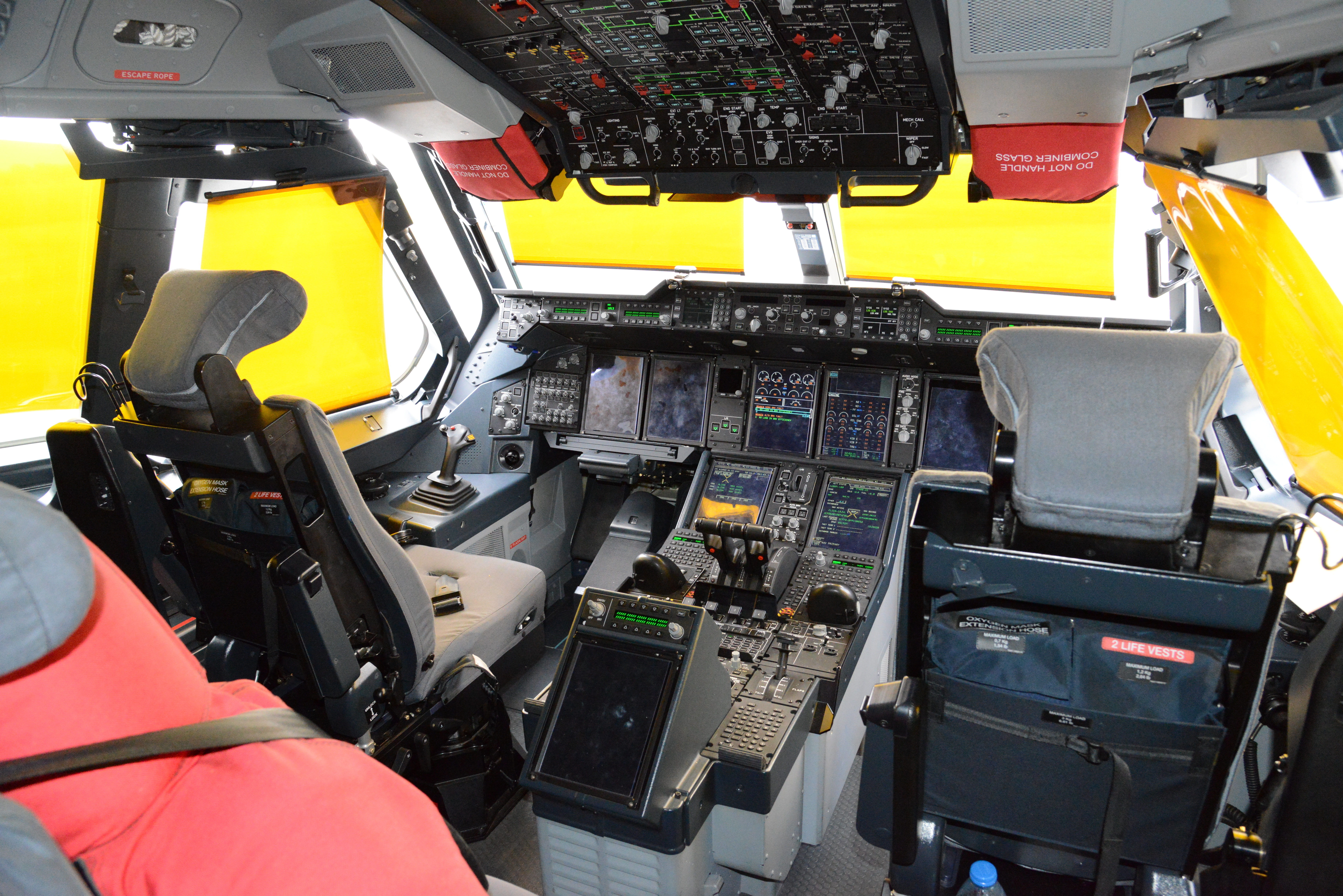
ECAM de un Airbus A400M al centro

El monitor electrónico centralizado de la aeronave (en inglés: engine-indicating and crew-alerting system (EICAS) en Boeing, Bombardier, COMAC, Dornier, Embraer, Saab y Xi'an, electronic centralized aircraft monitor (ECAM) en Airbus, centralized fault detection system (CFDS) en McDonnell Douglas, flight warning system (FWS) en Fokker, engine warning display (EWD) en ATR) o Комплексная система экранной индикации и сигнализации (КСЭИС) en Antonov  es un sistema integrado que se usa en aeronaves comerciales modernas para proporcionar a la tripulación información sobre el funcionamiento de los motores, otros sistemas y mensajes a los pilotos. En las aeronaves provistas del EICAS la "acción de corrección requerida" se llama una checklist.

## Componentes
El EICAS incluye típicamente instrumentación de varios tipos de parámetros motor, por ejemplo revoluciones por minuto, valores de temperatura, caudal de combustible y combustible restante, presión de aceite, etc. Otros valores típicos monitorizados por el EICAS son los correspondientes a los sistemas hidráulicos, neumáticos, eléctricos, deshielo, medioambientales, superficies de control. El EICAS tiene una alta conectividad y proporciona adquisición de datos . 
El EICAS es una de las funciones esenciales en una cabina de cristal , que sustituye a todos los instrumentos analógicos de accionamiento mecánico , por pantallas multifunción (MFD) controlados por software. 
En sistemas más antiguos, había un panel anunciador denominado annunciator panel . Aquí se llama "Crew Alerting System" (CAS) en el cual en vez de indicar el fallo de un sistema encendiendo una luz detrás de un botón traslúcido, se muestran como una lista de mensajes en una ventana más pequeña al lado de las otras indicaciones del EICAS.

## Presencia

### Aviones de reacción
Los aviones de pasajeros desarrolados por Airbus tienen ECAM desde el Airbus A300-600 y el Airbus A310. 
El primer avión de Boeing con EICAS fue el Boeing 757. El Boeing 747 tiene EICAS desde ei 747-400. Ninguna versión del Boeing 737 tiene EICAS. 
La Familia Embraer ERJ y los Embraer E-Jets tienen EICAS.
El Bombardier Canadair Regional Jet y el Bombardier CSeries (Airbus "A220") tienen EICAS.
El Fairchild-Dornier 328JET tiene EICAS.
El COMAC ARJ21 y el COMAC C919 tienen EICAS.
El McDonnell Douglas MD-11 y el McDonnell Douglas MD-95 (Boeing "717") tienen CFDS.
El Fokker 70 y el Fokker 100 tienen FWS.
El Antonov An-148 y el Antonov An-158 tienen КСЭИС.

### Aviones turbohélice
El Saab 2000 tiene EICAS.
El Dornier 328 y el Dornier 228NG tienen EICAS.
El Xian MA60 y el Xian MA600 tienen EICAS.
La serie -600 de ATR tiene EWD.

## Limitaciones
La falla del vuelo 32 de Qantas generó más de 80 alertas ECAM, cuyo tratamiento tomó más de una hora.
Los únicos aviones de pasajeros desarrolados por Airbus con integración total de las checklists son el A350 y A380 (el "A220" era un producto de Bombardier).
En algunos aviones de Bombardier, es posible utilizar la checklist incorrecta. Mensajes que prohíben el despegue pueden ser mostrados como consultivos.
El CFDS es limitado. 
Los 757, 767, y 747-400 no tienen checklists electrónicas.
Los ERJ y E-Jets no tienen checklists electrónicas.
Los CRJ no tienen checklists electrónicas.
El Do-328 y el Do-328JET no tienen checklists electrónicas.
El Saab 2000 no tiene checklists electrónicas.

## Galería

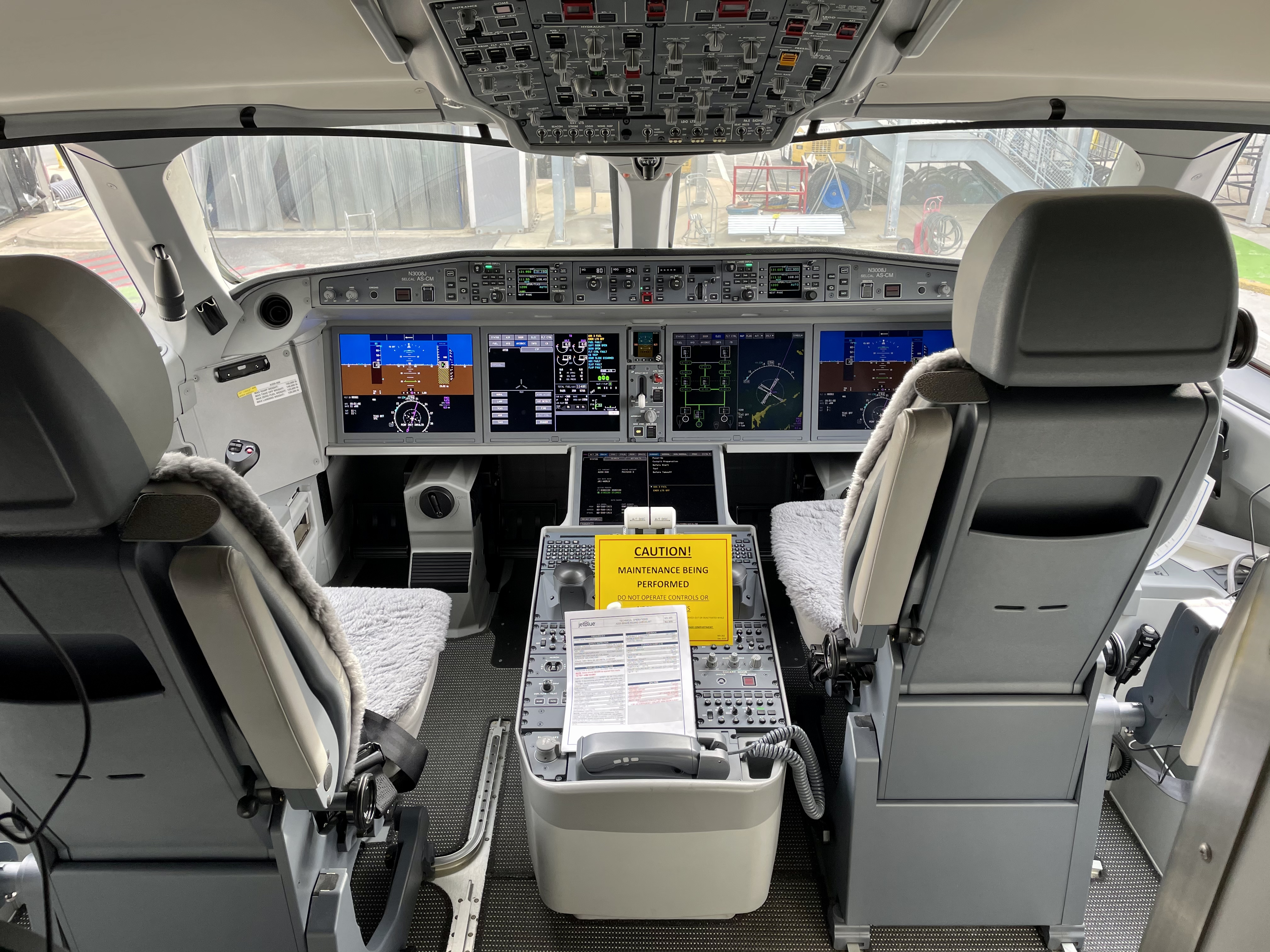
EICAS de un Airbus A220 al centro
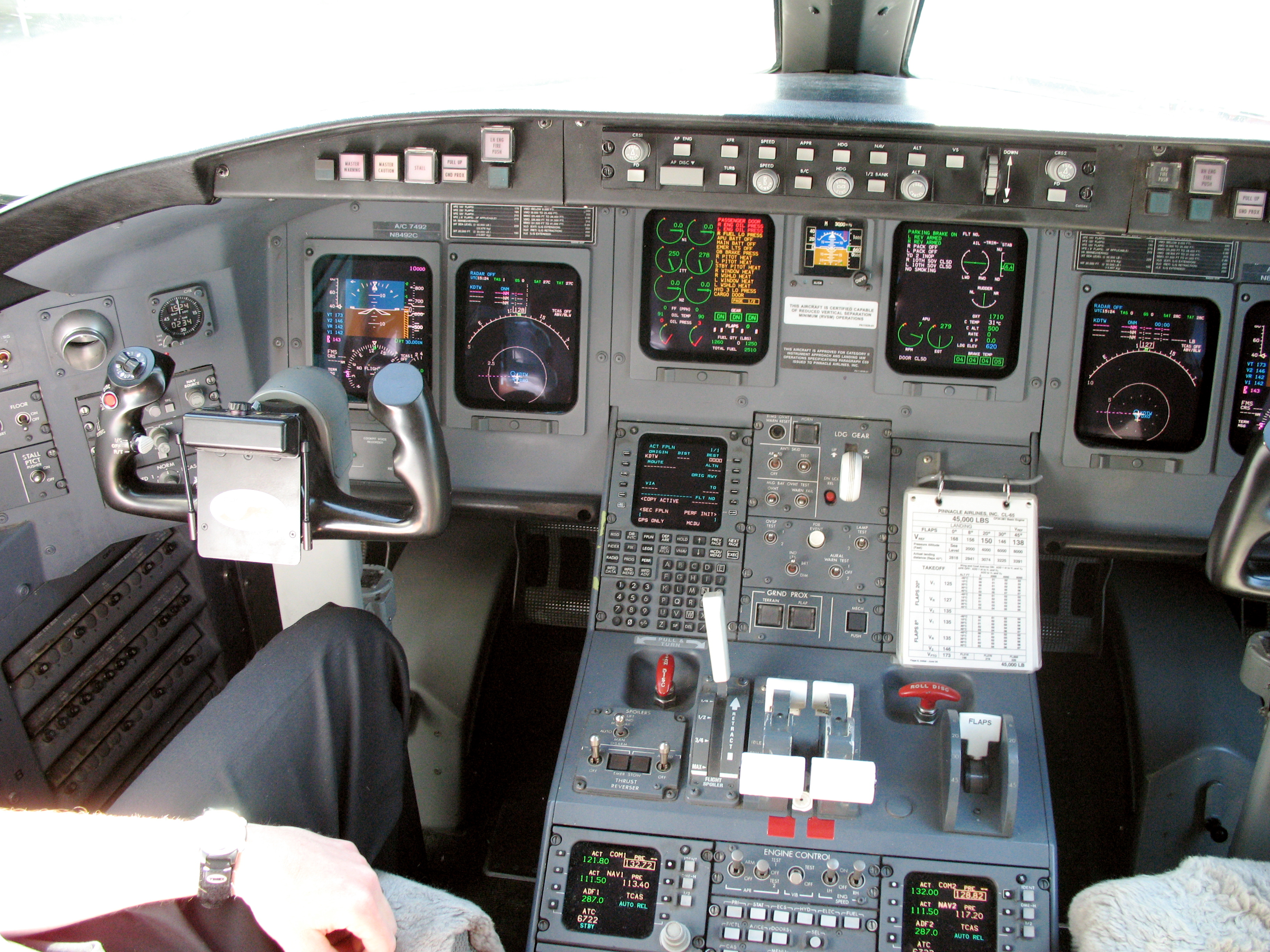
EICAS de un Bombardier CRJ en las dos pantallas centrales
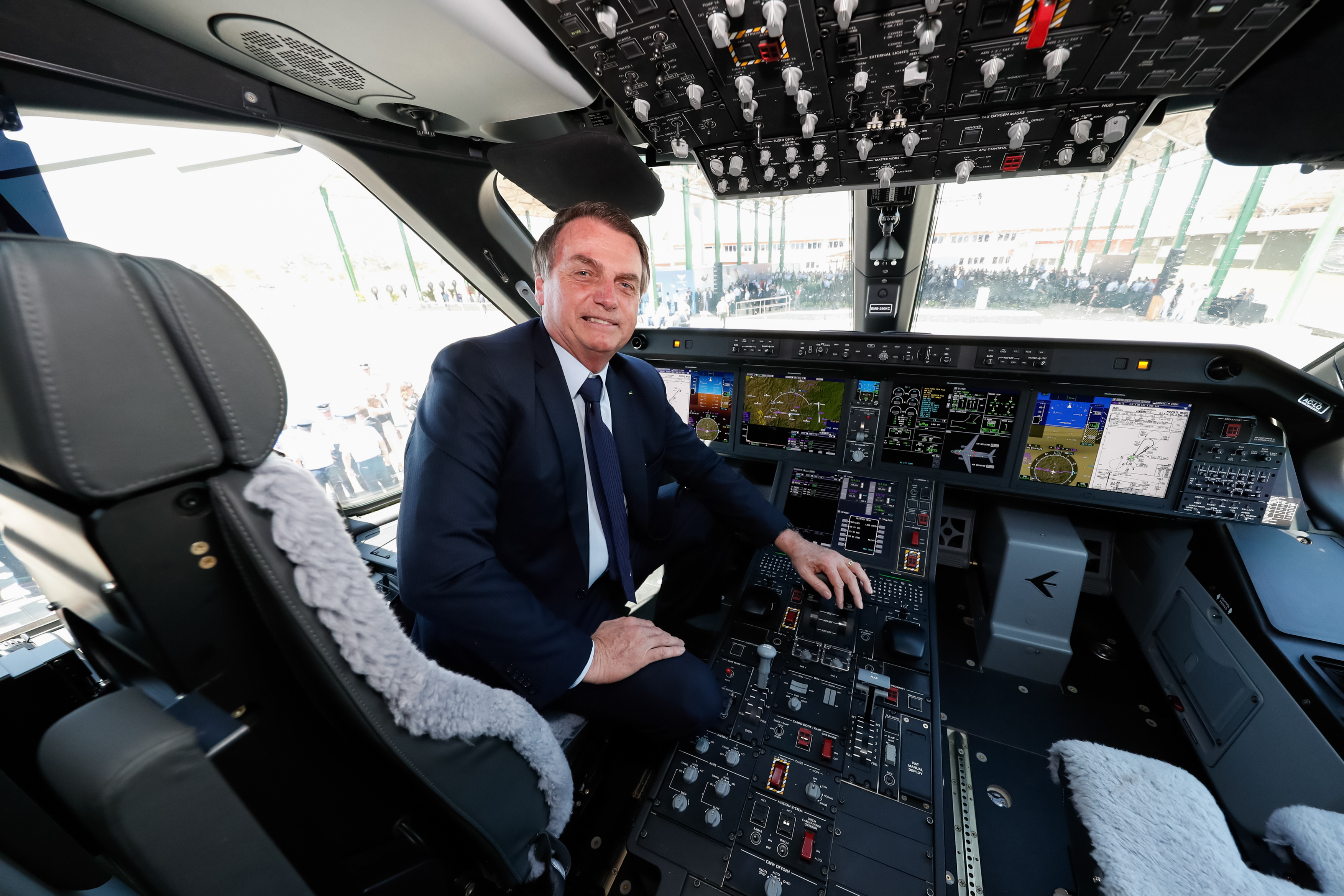
EICAS de un Embraer C-390 a la centroderecha
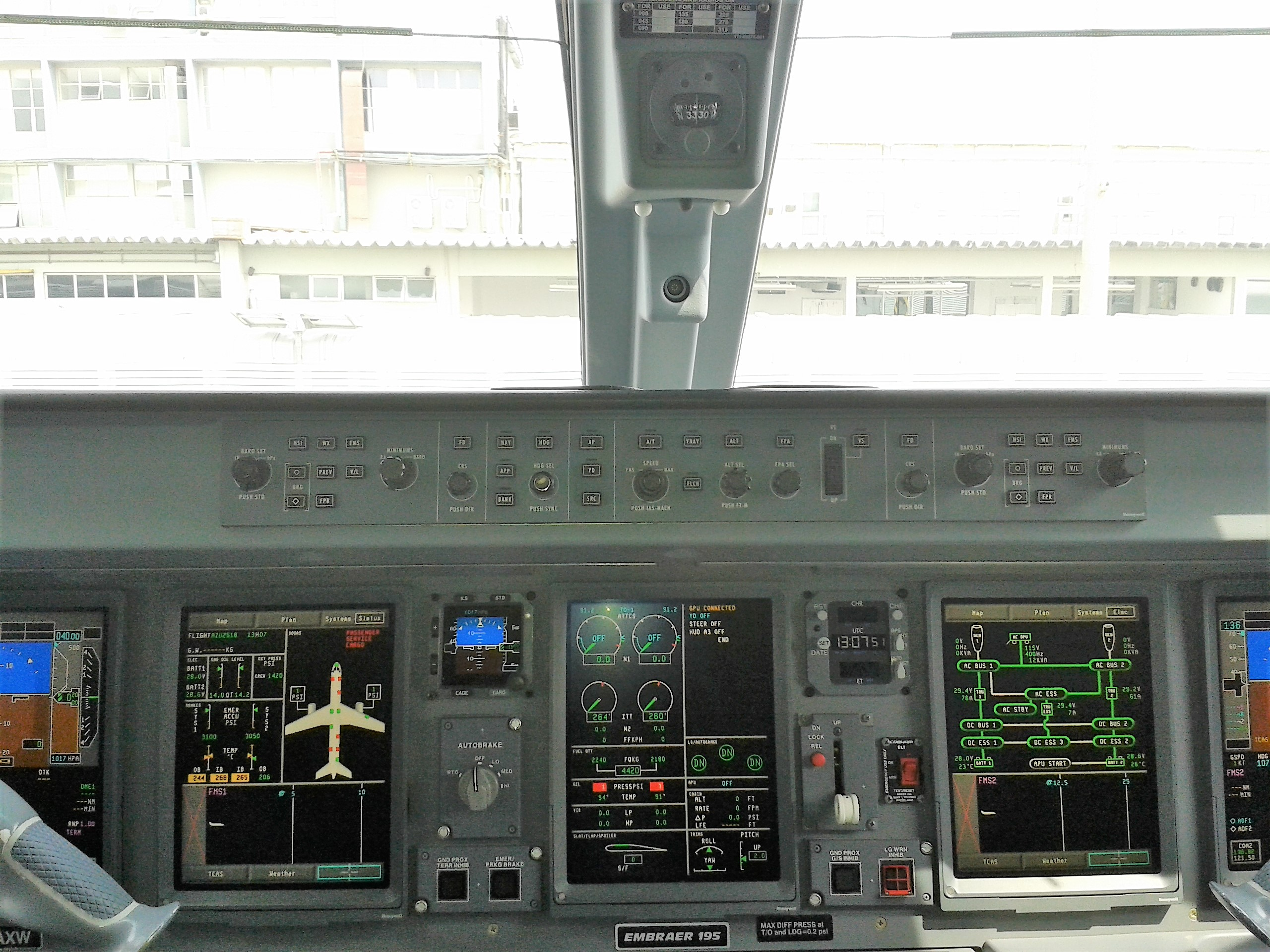
EICAS de un Embraer E-Jet
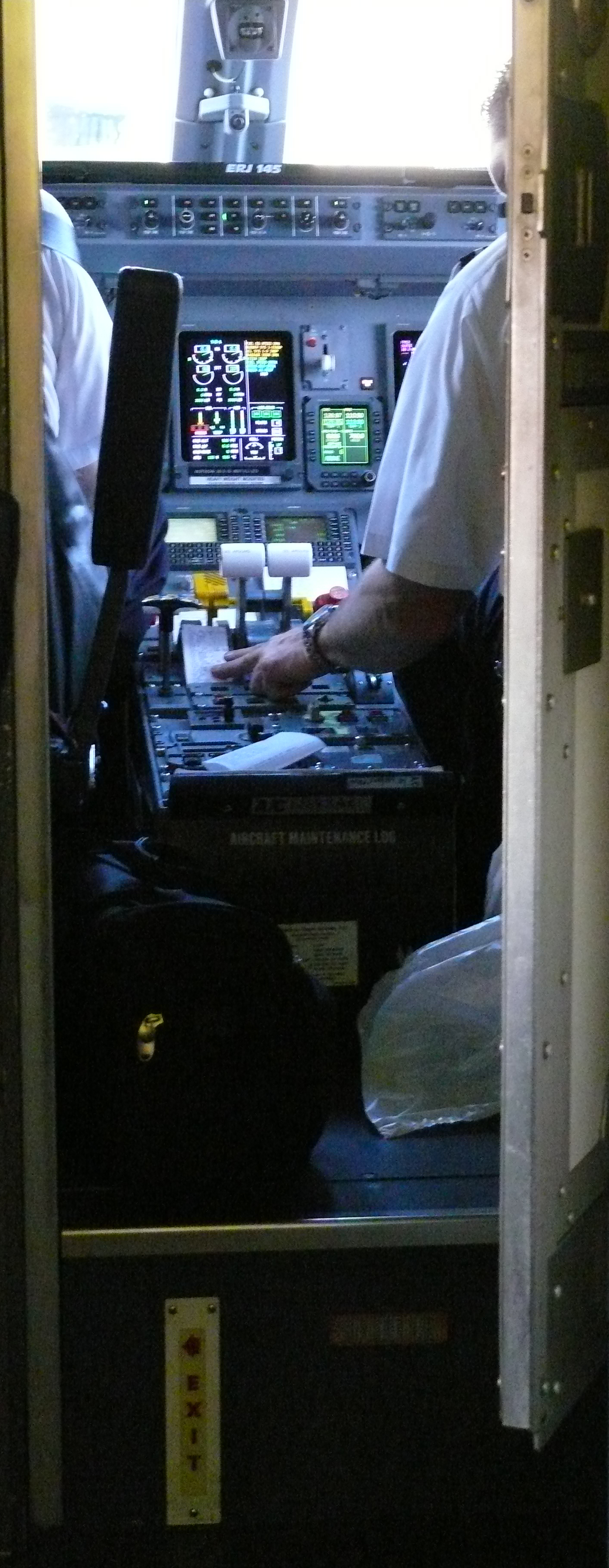
EICAS de un Embraer ERJ
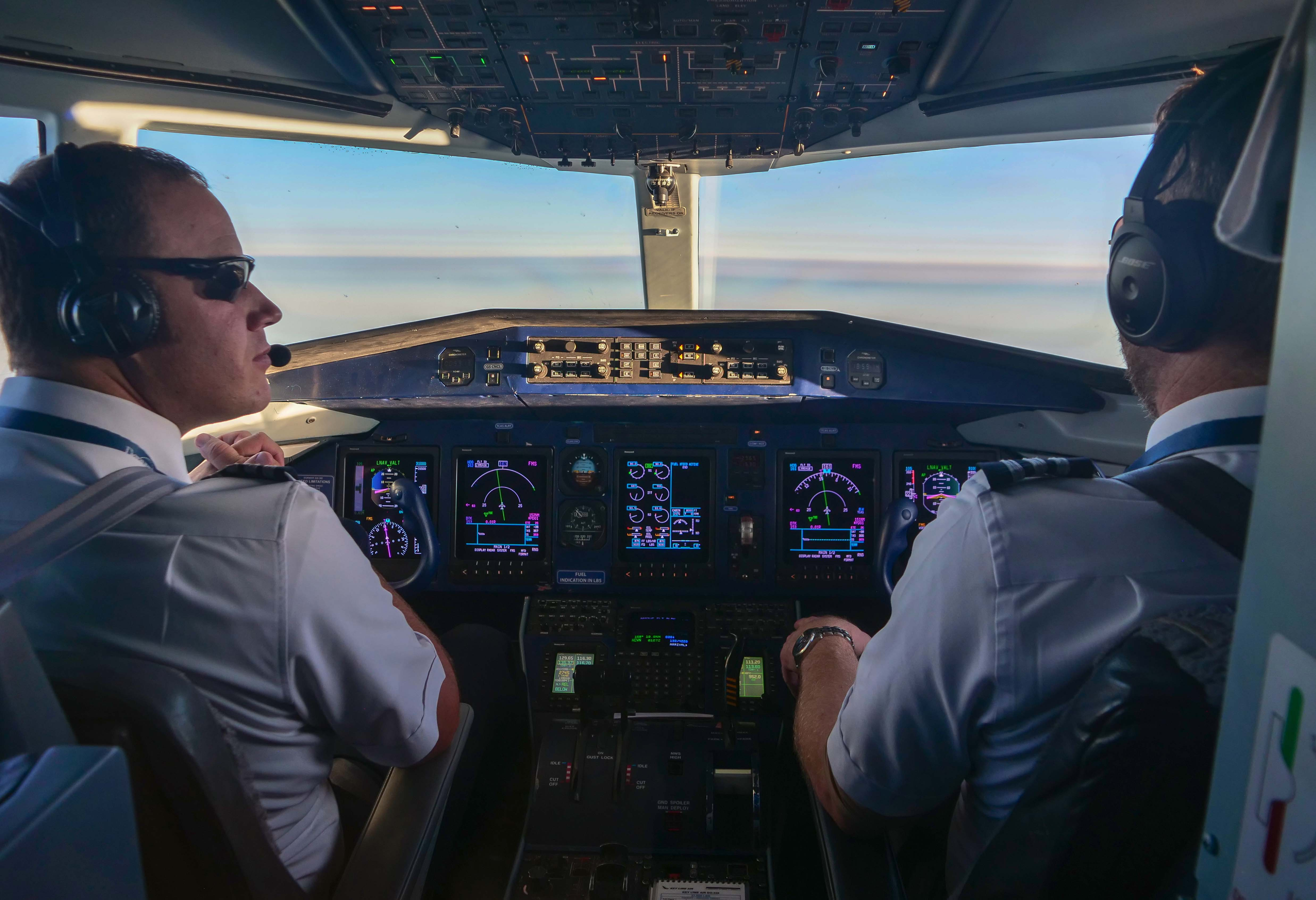
EICAS de un Fairchild-Dornier 328JET en la pantalla central
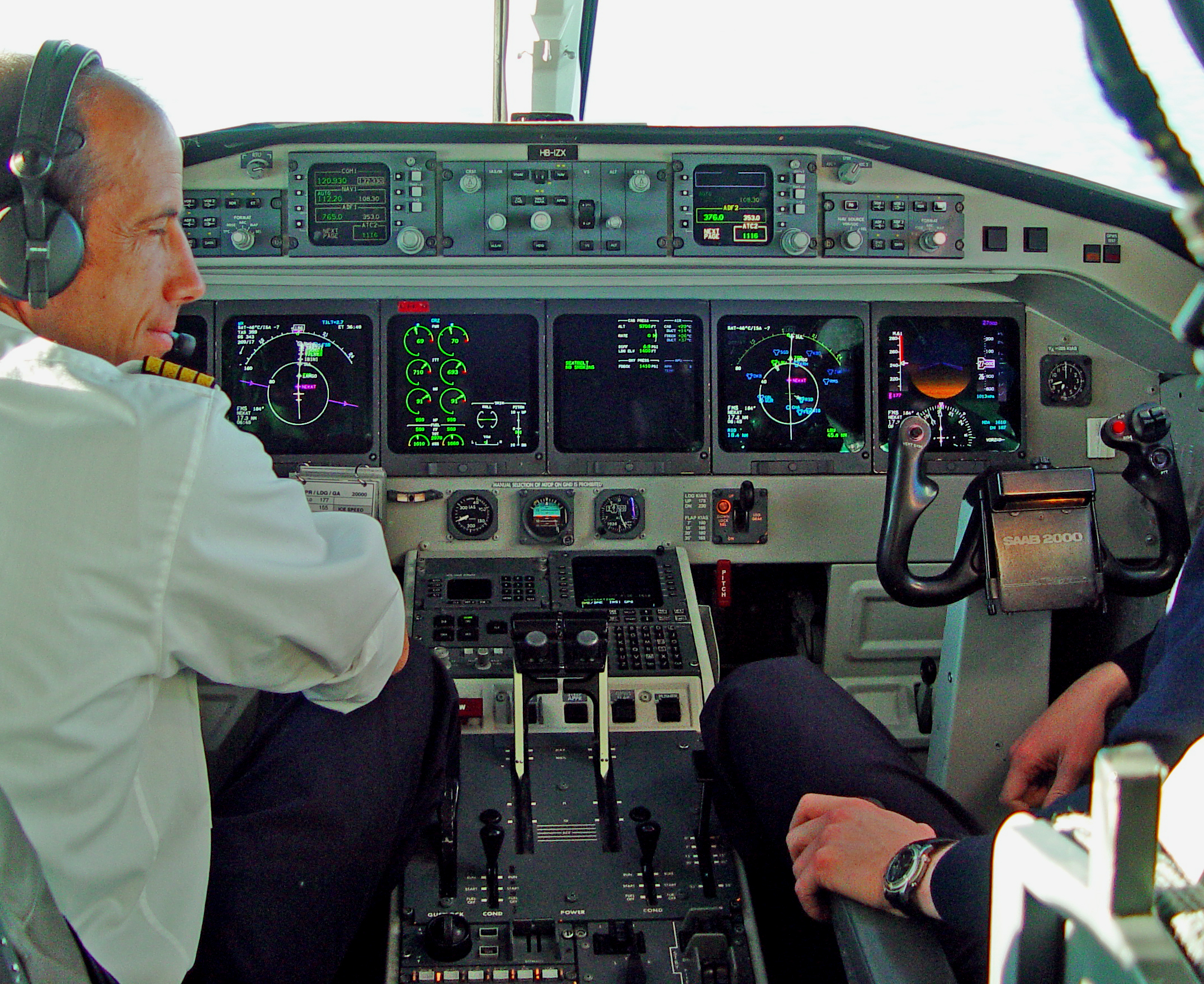
EICAS de un Saab 2000 en las dos pantallas centrales
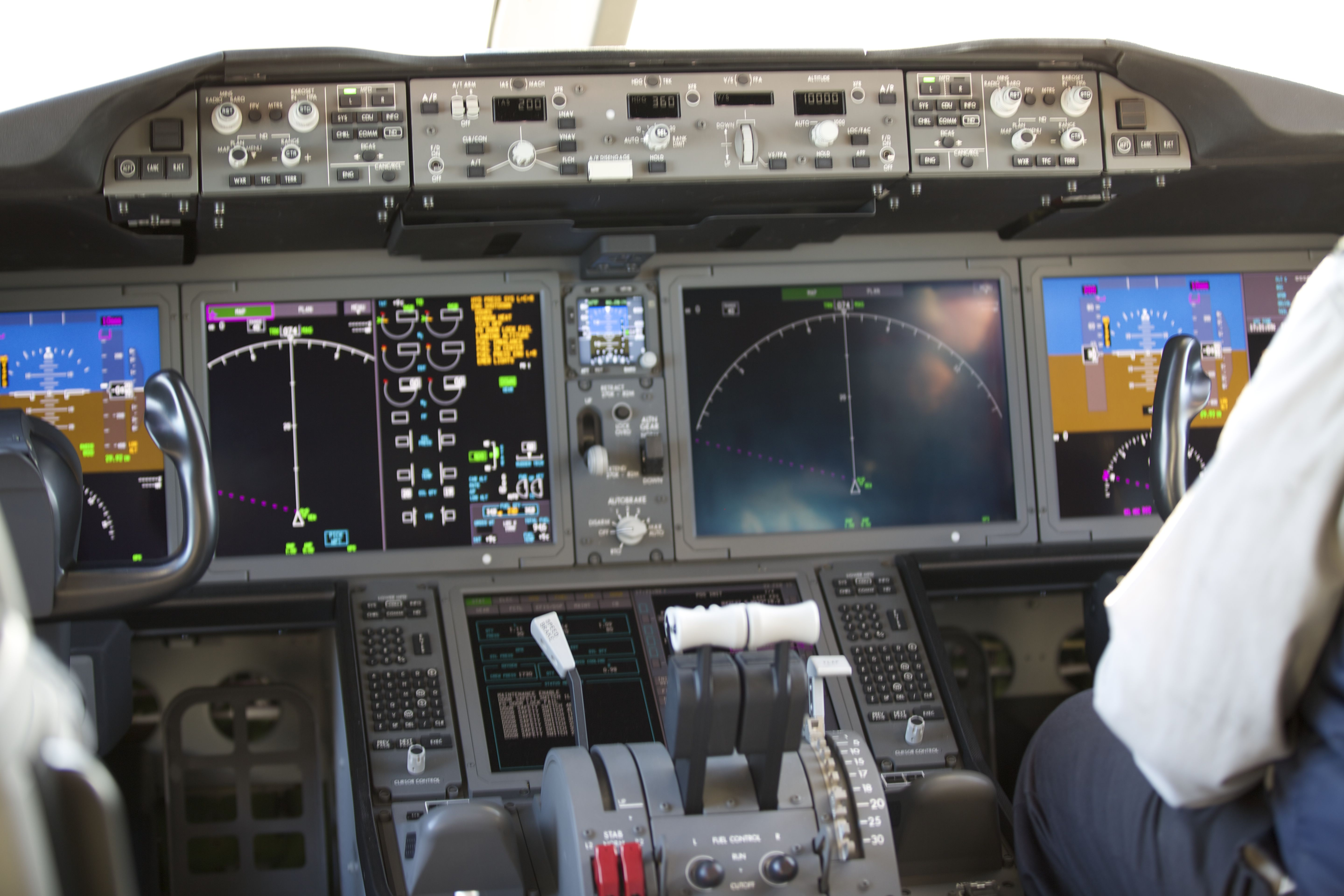
EICAS de un Boeing 787 a la centroizquierda
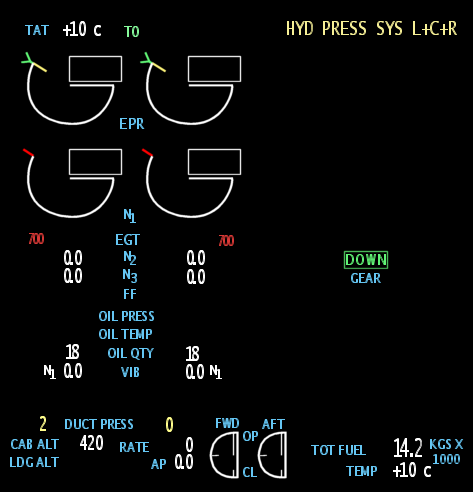
EICAS de un Boeing 777
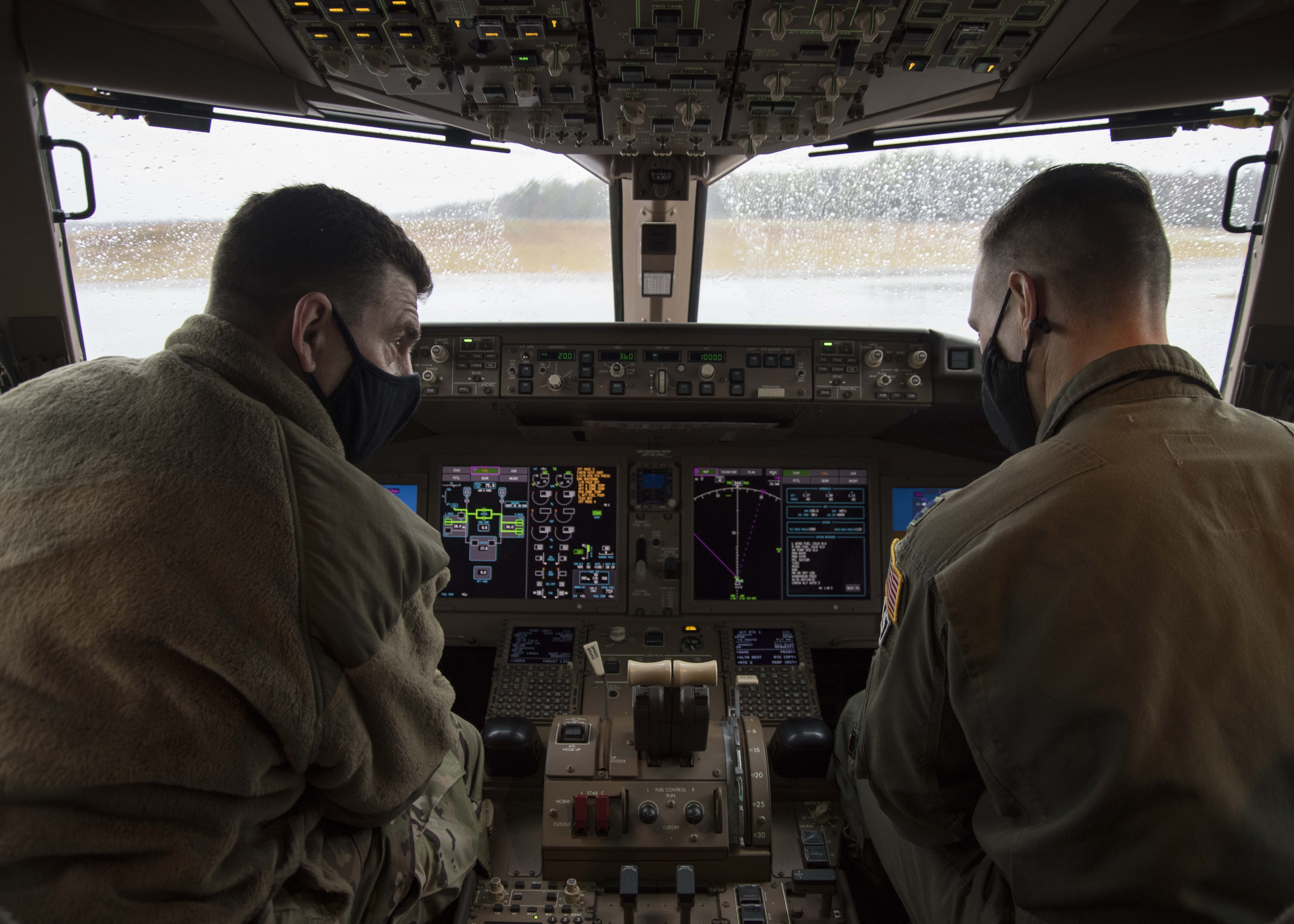
EICAS de un Boeing KC-46 a la centroizquierda
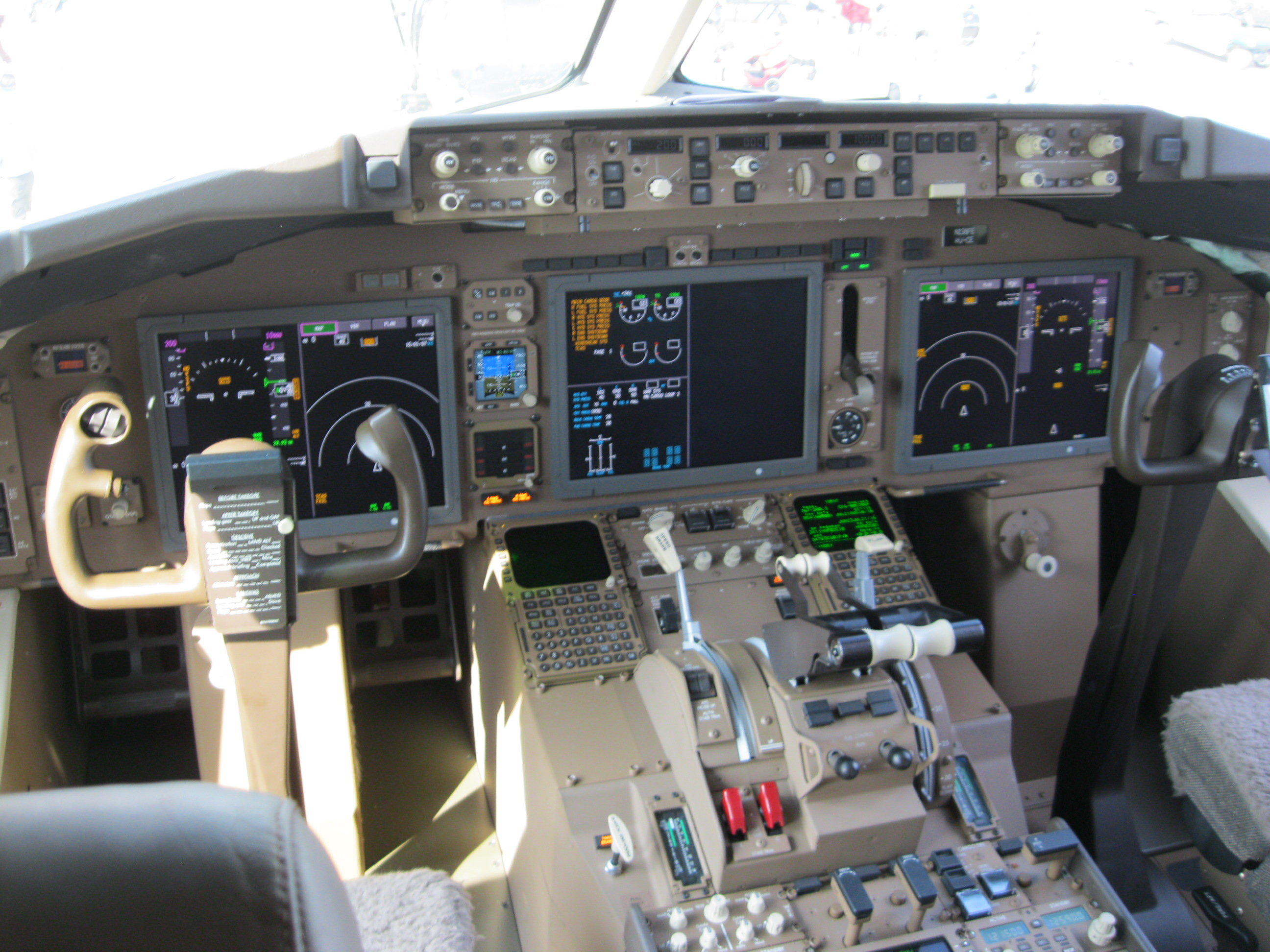
EICAS de la actualización opcional de cabina[4] para Boeing 757 y Boeing 767 a la centroizquierda
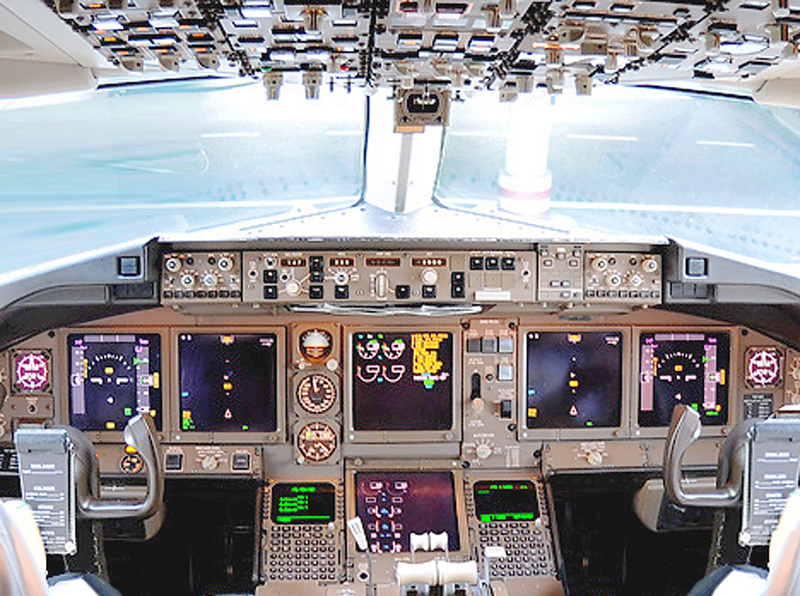
EICAS de un Boeing 767-400 al centro
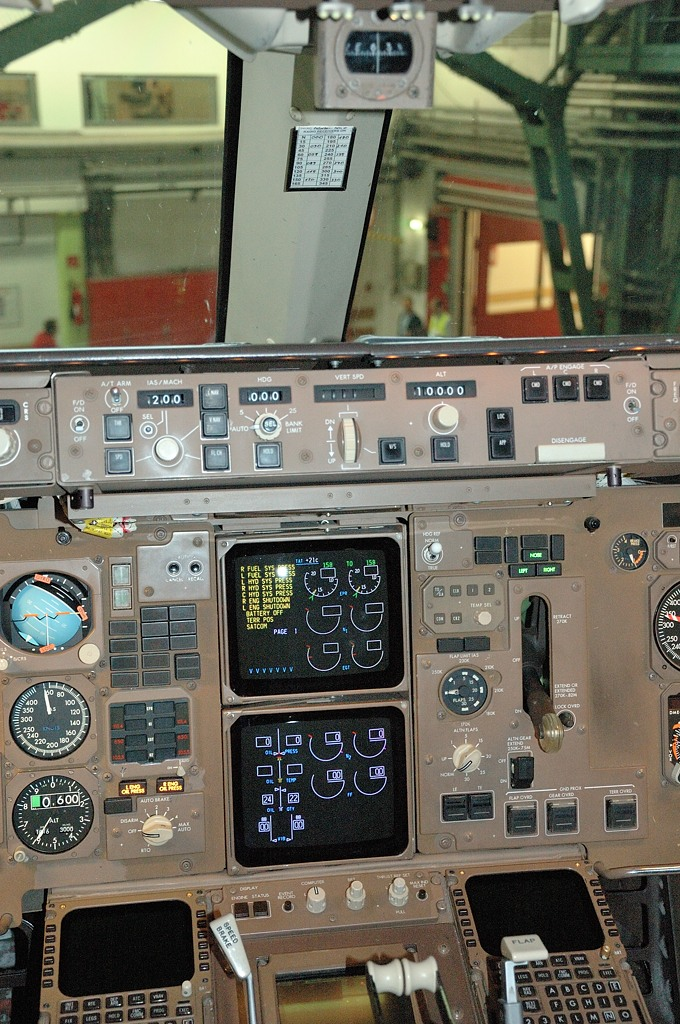
EICAS de un Boeing 767
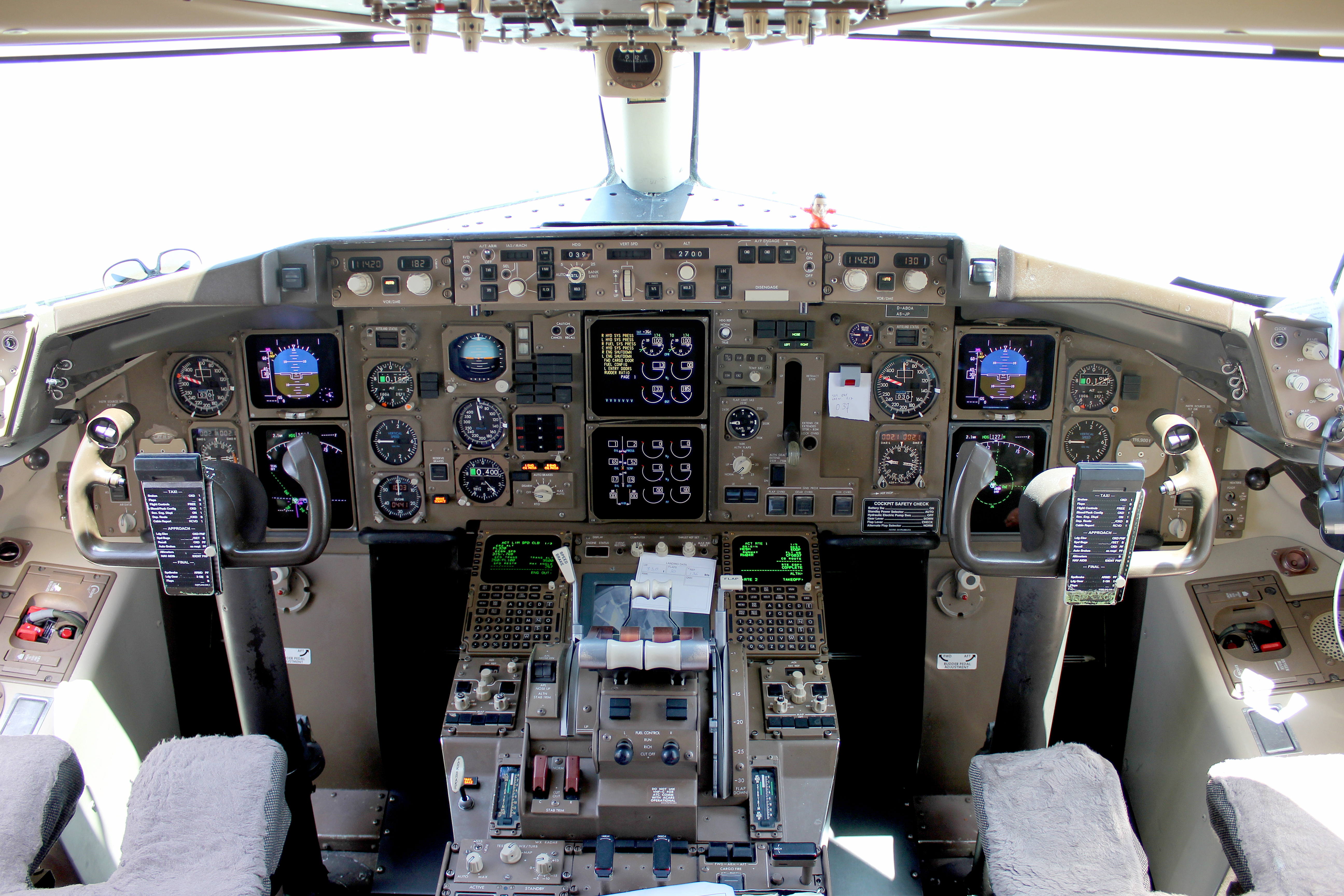
EICAS de un Boeing 757 al centro
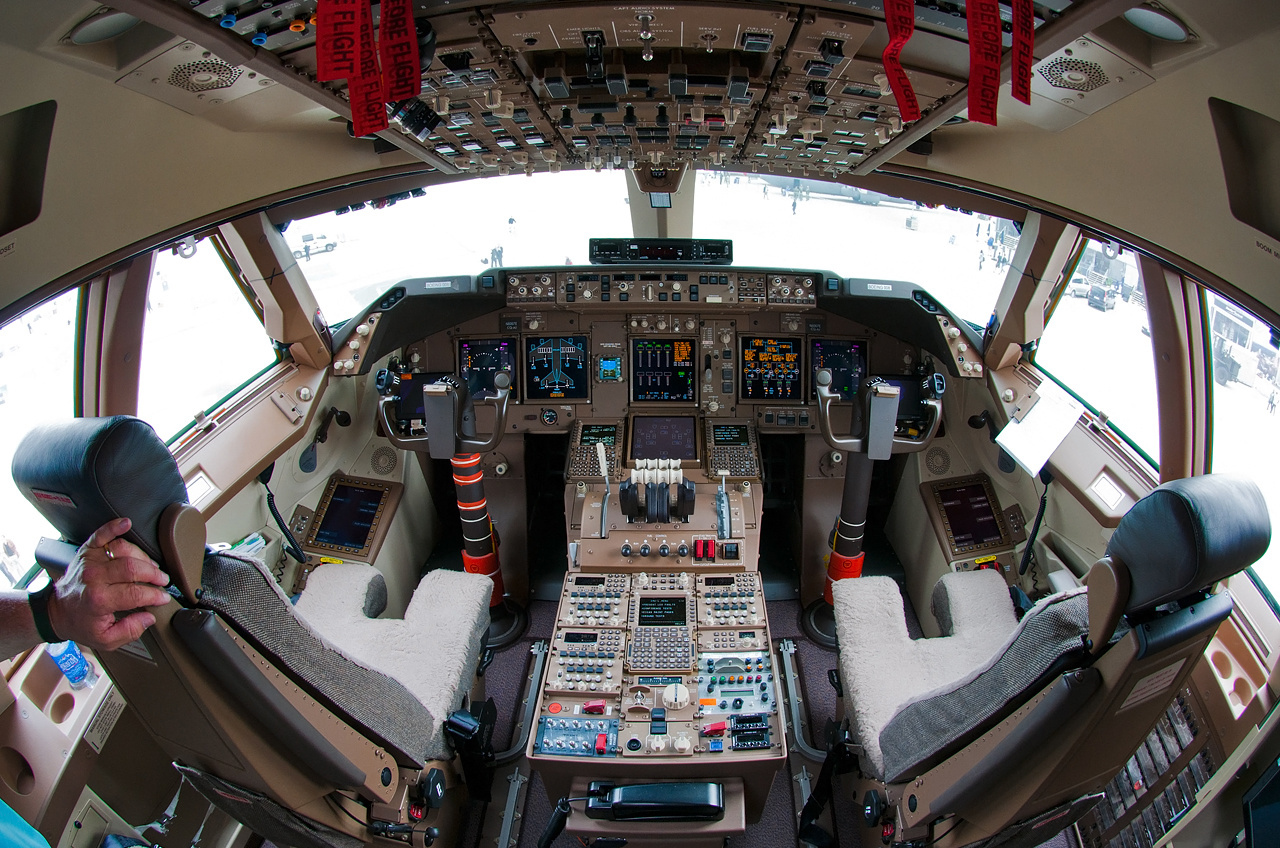
EICAS de un Boeing 747-8 al centro
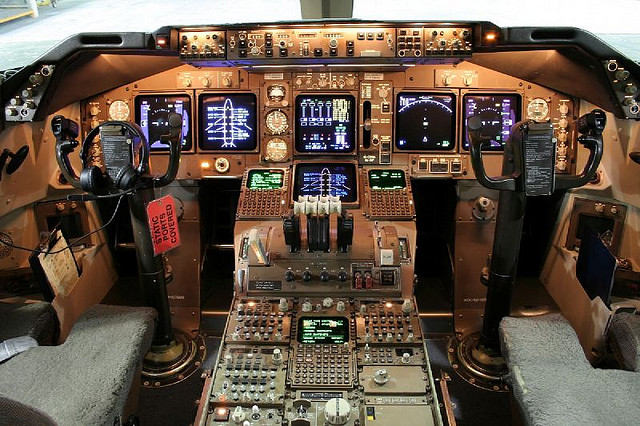
EICAS de un Boeing 747-400 al centro
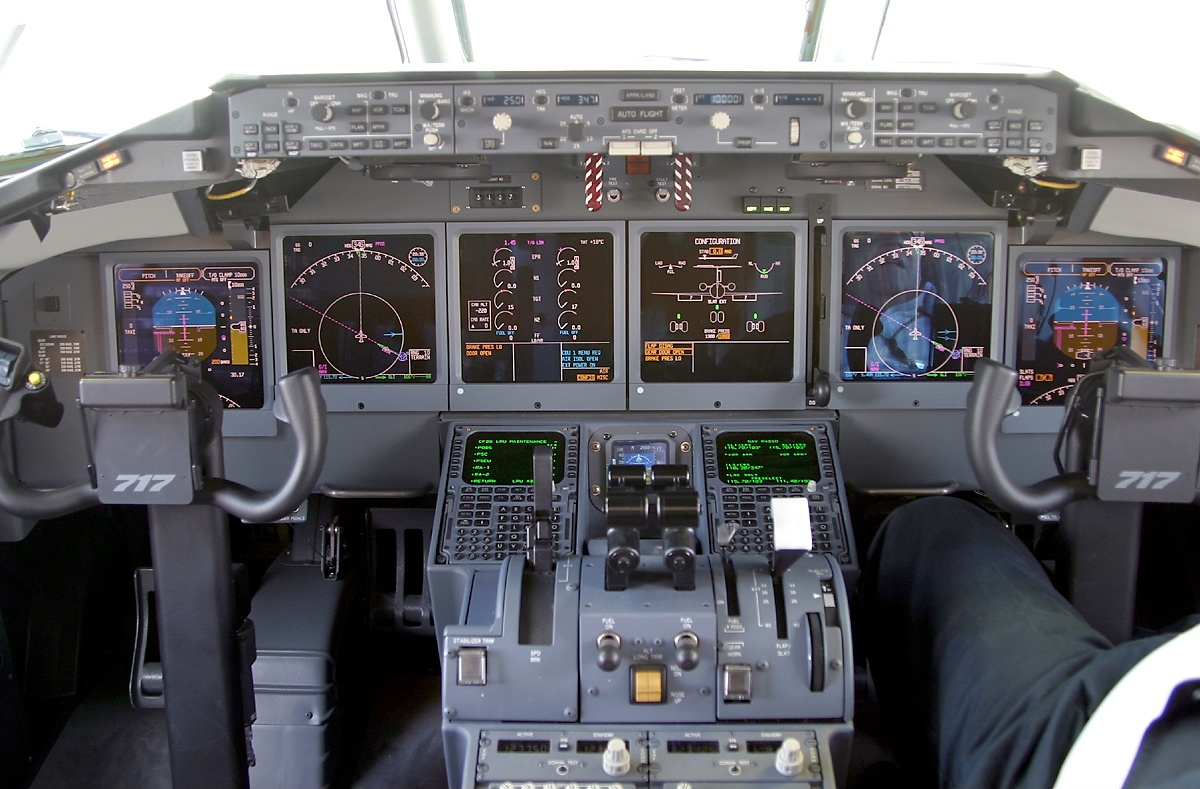
CFDS de un Boeing 717 al centro
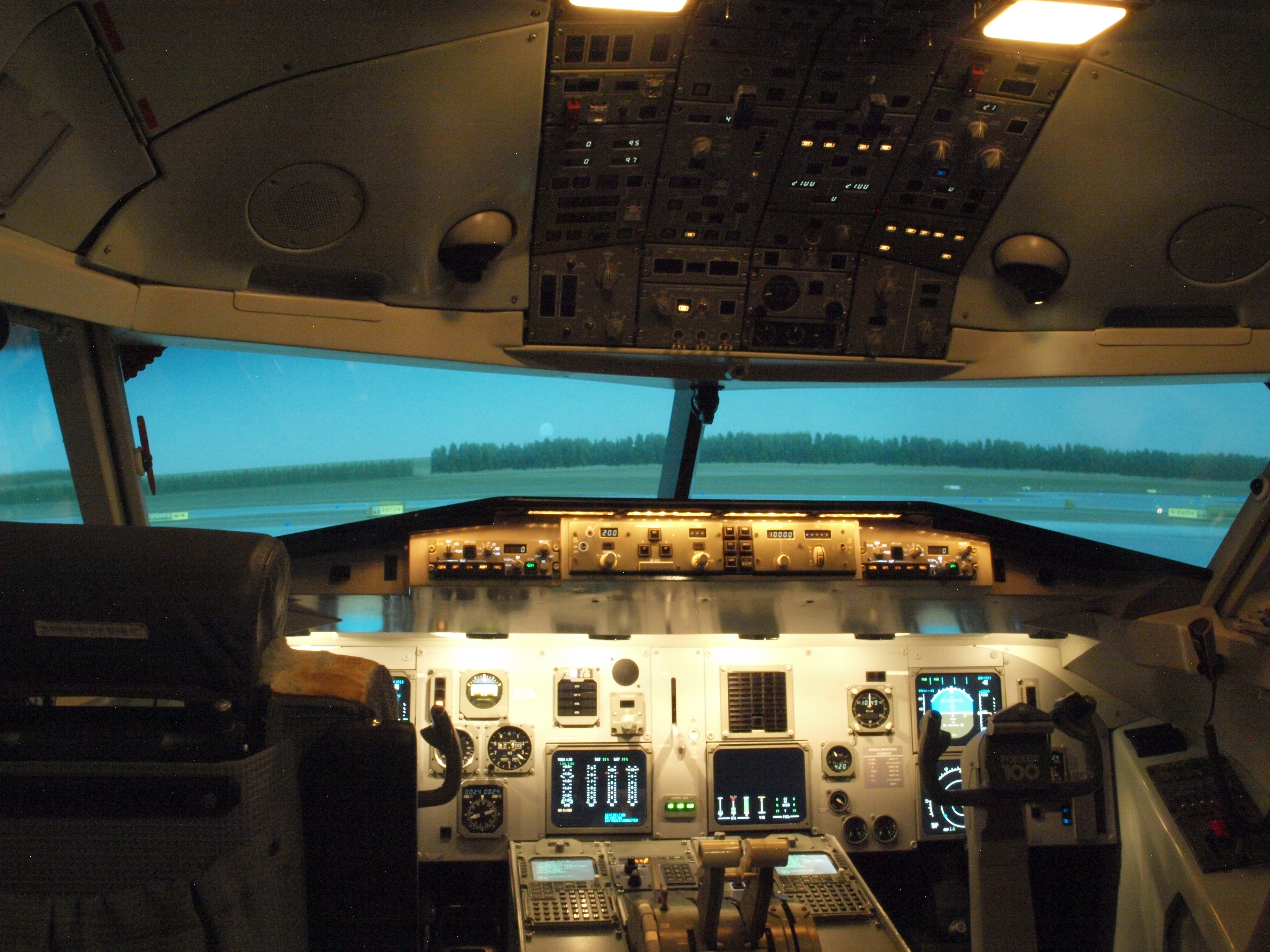
FWS del Fokker 100 al centro
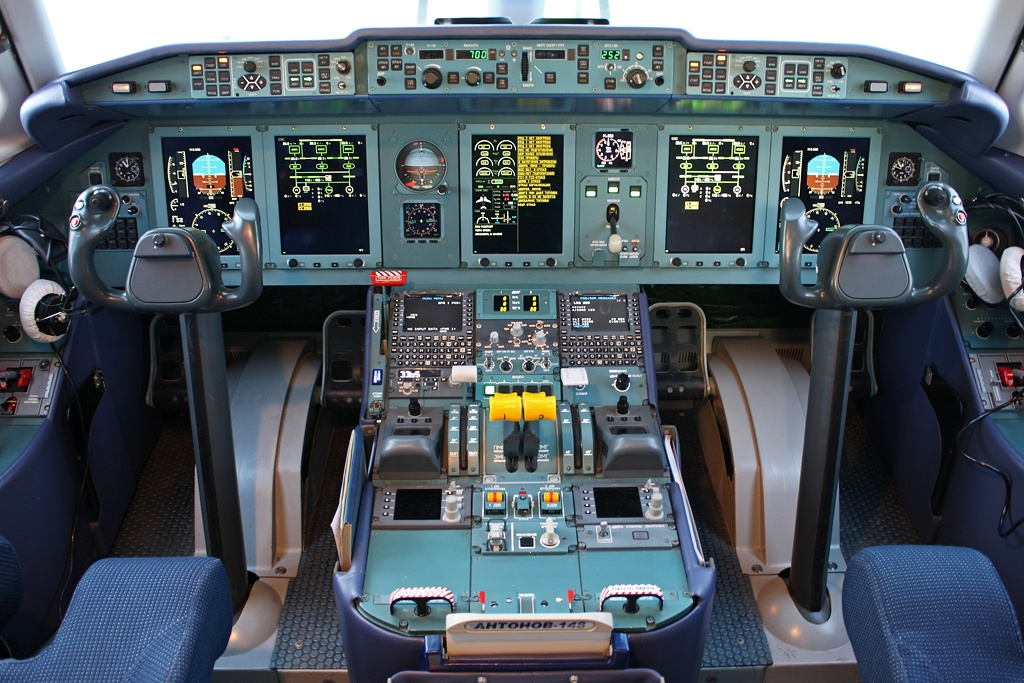
КСЭИС de un Antonov An-148 al centro
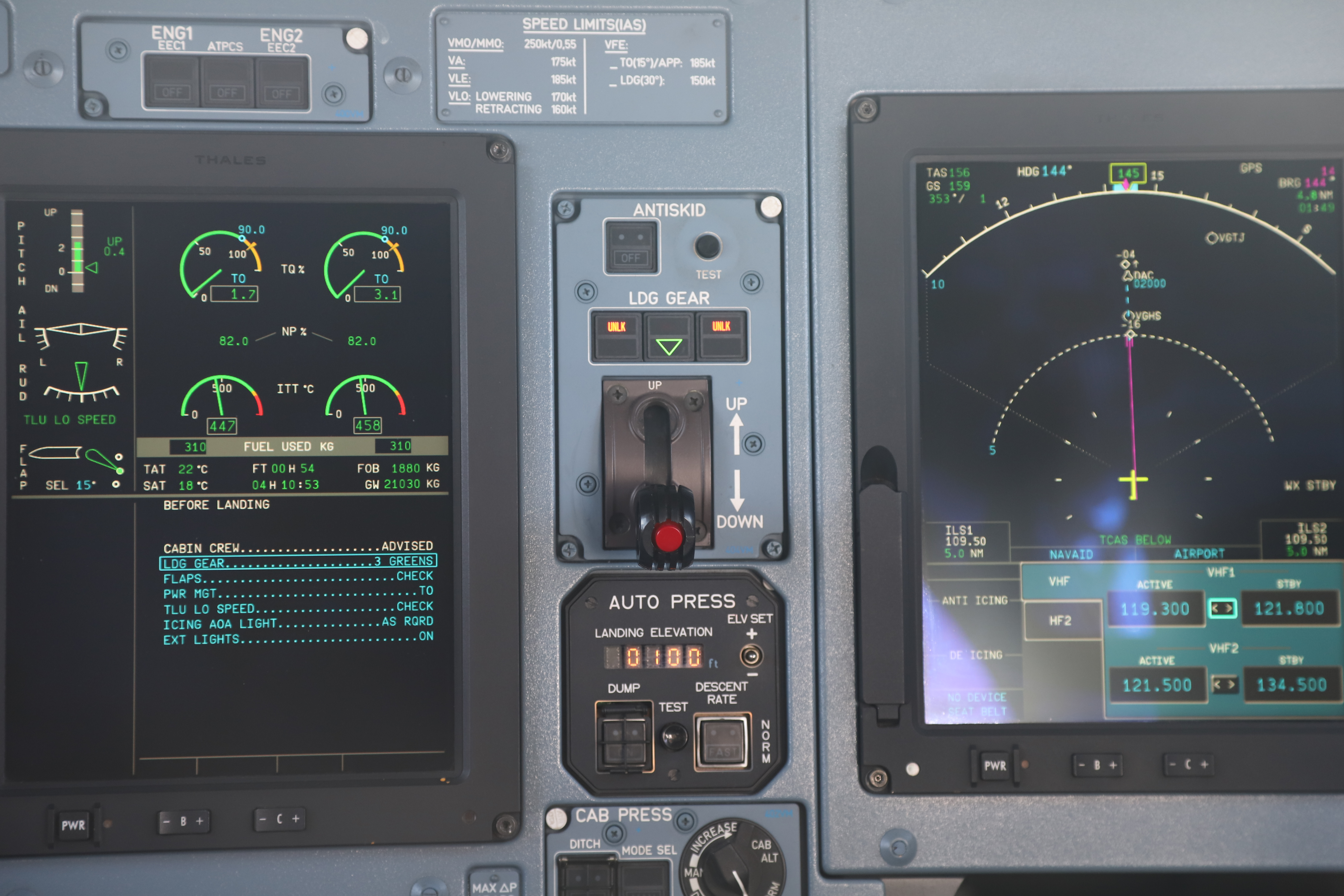
A la izquierda, EWD en un ATR 72-600. Notar la checklist.